# Bahira-DJuSSz Łyman
Bahira-DJuSSz Łyman (ukr. ФК «Багіра-ДЮСШ» Лиман) – ukraiński klub futsalu kobiet, mający siedzibę w mieście Łyman, obwodu ługańskiego, we wschodniej części kraju, grający od sezonu 2017/18 w rozgrywkach futsalowej Wyższej Ligi.

## Historia
Chronologia nazw:
- 2001: MFK Bahira-DJuSSz Łyman (ukr. ФК «Багіра-ДЮСШ» Лиман)

Klub futsalu Bahira-DJuSSz został założony w Łymanie 23 listopada 2001 roku jako Sportowa Szkoła Dzieci i Młodzieży. Początkowo zespół uczestniczył w turniejach juniorskich. W sezonie 2017/18 drużyna zgłosiła się do rozgrywek futsalowej Wyższej Ligi kobiet, zajmując ostatnie czwarte miejsce w grupie A. W następnym sezonie 2018/19 zespół awansował na siódmą lokatę. W 2020 był szóstym w końcowej klasyfikacji. W sezonie 2020/21 osiągnął swój najlepszy wynik na najwyższym poziomie, zajmując czwarte miejsce w turnieju finałowym.

## Barwy klubowe, strój, herb, hymn
|  |  |

Klub ma barwy biało-czarne. Piłkarki domowe spotkania zazwyczaj grają w biało-czarnych koszulkach, białych spodenkach oraz białych getrach.

## Sukcesy

### Trofea międzynarodowe
Nie uczestniczył w rozgrywkach europejskich (stan na 31-05-2021).

### Trofea krajowe
| \| \| Zdobyte trofea w rozgrywkach Ukrainy (stan na: 31-05-2021) \| |                                                            |      |          |
| Rozgrywki                                                           | Osiągnięcie                                                | Razy | Sezon(y) |
| · Mistrzostwo                                                       | I miejsce                                                  | 0    |          |
| · Mistrzostwo                                                       | II miejsce                                                 | 0    |          |
| · Mistrzostwo                                                       | III miejsce                                                | 0    |          |
| · Mistrzostwo                                                       | 4.miejsce                                                  | 1    | 2020/21  |
| Puchar                                                              | zdobywca                                                   | 0    |          |
| Puchar                                                              | finalista                                                  | 0    |          |
| Puchar                                                              | ćwierćfinalista                                            | 1    | 2019/20  |
| II liga                                                             | I miejsce                                                  | 0    |          |
| II liga                                                             | II miejsce                                                 | 0    |          |
| II liga                                                             | III miejsce                                                | 0    |          |
| Ukraina                                                             | Zdobyte trofea w rozgrywkach Ukrainy (stan na: 31-05-2021) |      |          |

## Poszczególne sezony

### Rozgrywki międzynarodowe

#### Europejskie puchary
Nie uczestniczył w rozgrywkach europejskich (stan na 31-05-2021).

### Rozgrywki krajowe
| \| \| Bilans występów klubu w rozgrywkach Ukrainy (Stan na 31 maja 2021 r.) \| |                                                                       |        |       |   |   |   |    |    |     |         |        |        |      |
| Poziom                                                                         | Rozgrywki                                                             | Sezony | Mecze | Z | R | P | B+ | B– | Pkt | Lata    | Awanse | Spadki | Naj. |
| I                                                                              | Wyszcza liha                                                          | 4      |       |   |   |   |    |    |     | od 2017 | 0      | 0      | 4    |
| II                                                                             | Persza liha                                                           | 0      |       |   |   |   |    |    |     |         | 0      | 0      |      |
|                                                                                | Puchar Ukrainy                                                        | ?      |       |   |   |   |    |    |     | od 2017 | 0      | 0      | 1/4  |
| Ukraina                                                                        | Bilans występów klubu w rozgrywkach Ukrainy (Stan na 31 maja 2021 r.) |        |       |   |   |   |    |    |     |         |        |        |      |

## Hala
Drużyna rozgrywa swoje mecze w Hali SK Łokomotyw, znajdującej się przy ul. Czapajewa w Łymanie.

### Inne sekcje
Klub oprócz głównej drużyny prowadzi drużynę młodzieżowe oraz dla dzieci, grające w turniejach miejskich.

### Derby
- Kobra Biłokurakyne
- Łuhanoczka Ługańsk